# 1331 Solvejg
1331 Solvejg (1933 QS) là một tiểu hành tinh vành đai chính được phát hiện ngày 25 tháng 8 năm 1933 bởi G. Neujmin ở Simeis.